# Caradrina merzbacheri
Caradrina merzbacheri là một loài bướm đêm trong họ Noctuidae.